# Anshu Jamsenpa
Anshu Jamsenpa (Bomdila, Arunachal Pradesh; 31 de diciembre de 1979) es una alpinista india, la primera mujer del mundo en escalar a la cima del Everest dos veces en una misma temporada, y la doble escaladora más rápida en hacerlo en un plazo de 5 días. Es natural de Bomdila, sede del distrito de Kameng Occidental, en el estado nororiental de Arunachal Pradesh. En 2021 recibió el Premio Padma Shri, el cuarto galardón civil más importante de la India.

## Carrera
Jamsenpa hizo cumbre en el Everest en 2011 por primera vez el 12 de mayo y realizó una segunda ascensión nueve días después, el 21 de mayo. Su tercera vez tuvo lugar en 2013 en la Expedición al Everest del Noreste de la India de 2013 dirigida por Surjit Singh Leishangthem.
En 2017, Jamsenpa se convirtió en la primera mujer del mundo en escalar la cima del Everest dos veces en una temporada y la primera en hacerlo en 5 días. Se trata de la doble ascensión más rápida de la cima más alta realizada por una mujer. Esta fue su quinta cumbre y se convirtió así en la mujer india que más veces ha escalado.
Tras recibir las bendiciones del 14.º dalái lama, comenzó su expedición al Everest desde Guwahati el 2 de abril de 2017. Se tomó 38 días para aclimatarse en el Campo Base del Everest y comenzó su viaje principal el 4 de abril. A las 9:15 de la mañana del 16 de mayo, junto con otros 17 escaladores, subió a la cima de la montaña y desplegó la bandera nacional india.
El 19 de mayo comenzó su segundo y arduo viaje con el alpinista nepalí Furi Sherpa. Continuó escalando casi sin pausa hasta las 10 de la noche. De nuevo a la mañana siguiente, comenzó a escalar y se tomó un breve descanso antes de la caminata a la cumbre, y finalmente alcanzó la cima a las 7:45 horas de la mañana, el 21 de mayo de 2017. Aunque la pluma de la doble ascensión ya se había añadido a su gorra en 2011, escaló el pico dos veces (segunda y tercera expedición) en 10 días. Sin embargo, este año, tardó 118 horas y 15 minutos en terminar su quinta misión después de la cuarta.

## Honores y premios
Por hacer historia (la primera mujer y también la primera madre que completa dos ascensiones dobles), la primera mujer india que escala el Everest cinco veces. El Gobierno de Arunachal Pradesh la sugirió para el Premio Nacional de Aventura Tenzing Norgay. El expresidente de la República Ram Nath Kovind le entregó dicho premio de la edición 2017 en Nueva Delhi, el 25 de septiembre de 2018.
Jamsenpa recibió el Premio CNN-IBN al Joven Líder Indio en Nueva Delhi el 30 de junio de 2011. Recibió el premio de manos de Jyotiraditya Scindia, entonces ministro de Comercio e Industria indio.
El 2 de junio de 2012, la Federación de Cámaras de Comercio e Industria de la India (FICCI) concedió a Jamsenpa el premio Woman Achiever of the Year 2011-12 en Guwahati.
El 31 de enero de 2017, el Gobierno de Arunachal Pradesh le concedió el Premio al Icono Turístico del Año en un acto celebrado en Itanagar, al que asistió como invitado principal el Gobernador Padmanabha Acharya.
La Universidad de Estudios de Arunachal le concedió el doctorado por sus logros en el campo de los deportes de aventura y por enorgullecer a la región.

## Vida privada
Su marido, Tsering Wange, es el presidente de la Asociación de Montañismo y Deportes de Aventura de Arunachal. Tiene dos hijas.